# 伊藤誠 (美術評論家)
伊藤 誠（いとう まこと、1929年 - 2012年12月7日）は、日本の美術評論家。
兵庫県出身。大阪府立大学工学部卒。神戸新聞学芸部美術記者、学芸部次長、事業部長、文化事業局次長、姫路市立美術館副館長。
2012年12月7日、肺炎のため死去。

## 著書
- ヨーロッパ美術の旅 豆本“灯"の会 1980.12 (灯叢書)
- 転入先は美術館 豆本“灯"の会 1986.3 (灯叢書)
- 回想・鴨居玲 豆本“灯"の会 1993.9 (灯叢書)
- 美の扉ひらいて 地方美術館からの発信 編集工房ノア 1995.12
- ひょうごの美術家たち 戦後半世紀の出逢い 神戸新聞総合出版センター 1997.5
- 美術館へもっと光を 神戸・姫路からのアート便り 神戸新聞総合出版センター 2002.3
- 海外美術館を巡り歩く 美と出会い美を届けて半世紀 神戸新聞総合出版センター 2004.1
- 回想の鴨居玲 「昭和」を生き抜いた画家 神戸新聞総合出版センター 2005.6
- 美術家の最期 上 /神戸新聞総合出版センター 2009.10

## 編著
- 日本の美術館 8 大阪/兵庫 小倉忠夫共編 ぎょうせい 1987.4